# Michael Hayes (homme politique)
Pour les articles homonymes, voir Michael Hayes.
Michael Hayes né le 1er décembre 1889 et mort le 11 juillet 1976 est un homme politique irlandais. Il est élu au Dáil Éireann lors des élections générales de 1921 et reste actif jusqu'en 1933. Il est aussi ministre de l'Éducation en 1922. Il est aussi Ceann Comhairle (président) du Dáil Éireann (chambre basse du parlement) de 1922 à 1932. Il est élu au Seanad Éireann (chambre haute du parlement) de 1938 à 1965.

### Sources
- (en) Cet article est partiellement ou en totalité issu de l’article de Wikipédia en anglais intitulé « Michael Hayes (politician) » (voir la liste des auteurs).